# Aleksandra Jakubowska
Aleksandra Anna Jakubowska z domu Sala (ur. 15 marca 1954 w Pruszkowie) – polska dziennikarka, publicystka i polityk, w latach 1995–1997 rzecznik prasowy rządu Józefa Oleksego i rządu Włodzimierza Cimoszewicza, wiceminister kultury (2001–2003) i generalny konserwator zabytków (2002–2003) w rządzie Leszka Millera, w latach 2003–2004 szef gabinetu politycznego premiera Leszka Millera, posłanka na Sejm III i IV kadencji.

## Życiorys
Ukończyła studia z zakresu filologii polskiej na Uniwersytecie Warszawskim. Jeszcze przed obroną dyplomu pracowała w „Sztandarze Młodych” (1977–1981), następnie była redaktorką „Przyjaciółki” (1981–1987) i „Rzeczpospolitej” (1987). W latach 1980–1990 należała do PZPR.
Pod koniec listopada 1987 została dziennikarką Telewizji Polskiej. Współtworzyła Dziennik Telewizyjny (pracowała m.in. w redakcji Ech Dnia), a później Wiadomości. 13 stycznia 1991, na znak protestu przeciwko zastąpieniu Andrzeja Drawicza na stanowisku przewodniczącego Komitetu do spraw Radia i Telewizji „Polskie Radio i Telewizja” przez Mariana Terleckiego, pożegnała się z widzami, następnie będąc na wizji, wzięła torebkę i wyszła ze studia. Swoje ówczesne poglądy przedstawiła w 1991 na łamach książki Telewizja naga, napisanej wspólnie z Jackiem Snopkiewiczem, byłym redaktorem naczelnym Wiadomości.
Po odejściu z TVP została szefem działu reporterów w dzienniku „Kurier Polski”. Wspólnie z Wojciechem Mannem i Krzysztofem Materną współtworzyła warszawskie Radio Kolor, w którym objęła kierownictwo działu publicystyki i informacji. Prowadziła także audycje o tematyce kulturalnej. Później wydawała i kierowała periodykami młodzieżowymi i kobiecymi: „Missland” (1993) oraz „Feminą” (1994), stanowiącą dodatek „Życia Warszawy”.
Od 7 marca 1995 do 31 października 1997 była podsekretarzem stanu i rzecznikiem prasowym rządu. W wyborach parlamentarnych w 1997 z ramienia Sojuszu Lewicy Demokratycznej została wybrana na posłankę III kadencji. W 2001 z powodzeniem ubiegała się o reelekcję, ponownie uzyskując mandat poselski w okręgu opolskim, który sprawowała do 2005.
W latach 1999–2000 wchodziła w skład zarządu krajowego SLD, następnie do 2002 pełniła funkcję zastępczyni sekretarza generalnego i członkini krajowego komitetu wykonawczego. Podczas II kongresu partii w czerwcu 2003 została wybrana na stanowisko wiceprzewodniczącej partii. Zrezygnowała z niego w marcu 2004.
W październiku 2001 w nowo utworzonym rządzie Leszka Millera została sekretarzem stanu w Ministerstwie Kultury, od kwietnia 2002 była też generalnym konserwatorem zabytków. Nadzorowała m.in. pracę nad projektem nowelizacji ustawy o radiofonii i telewizji, co stało się później przedmiotem postępowania przed komisją śledczą badającą tzw. aferę Rywina (w związku ze zniknięciem z projektu nowelizacji ustawy wyrażenia (…) lub czasopisma). Przed komisją śledczą była przesłuchiwana łącznie jedenaście razy.
W styczniu 2003 została szefem Gabinetu Politycznego Prezesa Rady Ministrów. Z tego stanowiska w maju 2004 odwołał ją nowy premier Marek Belka. W grudniu 2004 została zawieszona w prawach członka SLD przez rzecznika dyscypliny partyjnej. Wkrótce sama wystąpiła z partii oraz klubu parlamentarnego, pozostając do końca IV kadencji posłanką niezrzeszoną. Po 2005 nie angażowała się w działalność polityczną; pracowała m.in. jako administratorka galerii handlowej w Podkowie Leśnej. W 2018 została publicystką portalu wPolityce.pl oraz dziennikarką kanału wPolsce.pl. Jest również autorką tekstów w tygodniku „Sieci”.

## Postępowania karne
W 2004 Sąd Rejonowy w Opolu tymczasowo aresztował Macieja Jakubowskiego, męża Aleksandry Jakubowskiej, w związku z przedstawionymi mu zarzutami korupcyjnymi dotyczącymi ubezpieczenia elektrowni w Opolu. W 2006 była posłanka została zatrzymana przez funkcjonariuszy CBŚP, następnie przedstawiono jej zarzuty przyjęcia korzyści majątkowej w wysokości około 500 tys. zł, również w związku z tzw. aferą łapówkarską przy ubezpieczeniu opolskiej elektrowni. Nie przyznała się do popełnienia zarzucanych jej czynów. Przez około trzy tygodnie była tymczasowo aresztowana, po zwolnieniu zastosowano wobec niej m.in. poręczenie majątkowe. W 2014 nieprawomocnie została uznana za winną popełnienia zarzucanych jej czynów i skazana na karę dwóch lat pozbawienia wolności z warunkowym zawieszeniem jej wykonania na trzyletni okres próby. W 2016 sąd apelacyjny utrzymał wyrok.
W lipcu 2006, znajdując się w stanie nietrzeźwości, w Podkowie Leśnej potrąciła rowerzystę, który wymusił pierwszeństwo przejazdu. W marcu 2008 Sąd Okręgowy w Warszawie utrzymał wyrok Sądu Rejonowego w Grodzisku Mazowieckim, skazujący ją za prowadzenie w takim stanie pojazdu mechanicznego na karę grzywny i orzekający też m.in. zakaz prowadzenia pojazdów na okres dwóch lat.
W kwietniu 2007 rozpoczął się jej proces w sprawie zmian w ustawie o radiu i telewizji ((…) lub czasopisma). W grudniu 2007 sąd pierwszej instancji uniewinnił ją od popełnienia zarzucanego jej czynu. Sąd Apelacyjny w Warszawie uchylił to orzeczenie, kierując sprawę do ponownego rozpoznania. Ponowny proces przed sądem okręgowym rozpoczął się w czerwcu 2011. W lipcu tego samego roku została uznana za winną i skazana na karę 8 miesięcy pozbawienia wolności z warunkowym zawieszeniem jej wykonania na dwuletni okres próby. W czerwcu 2012 Sąd Apelacyjny w Warszawie prawomocnym orzeczeniem utrzymał w mocy wyrok sądu I instancji.

## Życie prywatne
Zamężna z Maciejem Jakubowskim, z którym ma syna Piotra.